# Quách Kiếm Kiều
Quách Kiếm Kiều (tiếng Trung: 郭劍橋, sinh ngày 20 tháng 7 năm 1986 ở Trung Quốc) là một cầu thủ bóng đá Hồng Kông hiện tại thi đấu ở vị trí thủ môn cho câu lạc bộ tại Giải bóng đá ngoại hạng Hồng Kông Kitchee.

## Sự nghiệp câu lạc bộ
Guo từng nằm trong hệ thống trẻ của Changchun Yatai.
Năm 2008, Guo ký hợp đồng với câu lạc bộ tại Giải bóng đá hạng nhất quốc gia Hồng Kông Happy Valley.
Năm 2010, Guo ký hợp đồng với câu lạc bộ tại Giải bóng đá hạng nhất quốc gia Hồng Kông Tai Chung.
Năm 2011, Guo ký hợp đồng với câu lạc bộ tại Giải hạng nhất Hồng Kông Kitchee.

## Danh hiệu
Kitchee
- Giải bóng đá ngoại hạng Hồng Kông: 2014–15, 2016–17, 2017–18
- Giải hạng nhất Hồng Kông: 2011–12, 2013–14
- Hồng Kông Senior Shield: 2016–17
- Cúp FA Hồng Kông: 2011–12, 2012–13, 2014–15, 2016–17, 2017–18
- Hồng Kông Sapling Cup: 2017–18
- Cúp Liên đoàn bóng đá Hồng Kông: 2011–12, 2014–15, 2015–16